# 387 a.C.
Il 387 a.C. (CCCLXXXVII a.C. in numeri romani) è un anno  del IV secolo a.C.

## Eventi
- Sparta, le altre città greche e l'Impero persiano firmano la pace di Antalcida, un trattato con il quale sono riconosciuti i diritti persiani sull'Asia Minore e su Cipro e la libertà delle città greche; i domini di Atene si riducono a Sciro, Imbro e Lemno.
- Platone fonda l'Accademia ad Atene.
- Dionisio Il Vecchio distruggere Reggio dopo l' assedio, deporta gli abitanti  a Siracusa e occupa il suo territorio.
- Ancona viene fondata dai greci siracusani, di stirpe dorica, in un promontorio dalla cui forma deriva il primo nome della città: Ankón: dal greco "gomito". La fondazione di Ancona rientra nell'ambito dell'espansione commerciale in Adriatico di Dionisio tiranno di Siracusa; le nuove colonie vengono popolate dagli oppositori politici del tiranno, che nelle nuove città stabiliscono un regime democratico.
- Adria viene rifondata ad opera di Dionisio tiranno di Siracusa
- A una decina di chilometri da Roma, si svolge la battaglia del fiume Allia tra i Galli Senoni e sei legioni romane (circa 40.000 uomini). I Galli ottengono qui una vittoria eccezionale; la falange romana viene spazzata via, i superstiti fuggono a Veio e a Roma.
- Sacco di Roma, il 18 luglio, viene saccheggiata dai Galli guidati da Brenno - episodio delle oche del Campidoglio.
  - Tribuni consolari Gneo Sergio Fidenate Cosso, Lucio Valerio Publicola, Lucio Emilio Mamercino, Lucio Papirio Cursore e Licinio Menenio Lanato.